# Ołeksandr Musijenko
Ołeksandr Ołeksandrowycz Musijenko, ukr. Олександр Олександрович Мусієнко (ur. 7 kwietnia 1987 w Kijowie) – ukraiński piłkarz, grający na pozycji bramkarza.

## Kariera piłkarska

### Kariera klubowa
Wychowanek klubu Stal Kijów. Pierwszy trener - Wałerij Pałamarczuk. Karierę piłkarską rozpoczął 17 sierpnia 2006 w składzie Borysfena Boryspol. Podczas przerwy zimowej sezonu 2006/07 przeszedł do Stali Dnieprodzierżyńsk. Latem 2008 został piłkarzem Prykarpattia Iwano-Frankiwsk, skąd po pół roku na początku 2009 przeniósł się do FK Lwów. W lutym 2011 dołączył do Czornomorca Odessa, ale rozegrał tylko jeden mecz w drugiej drużynie, dlatego po zakończeniu sezonu 2010/11 przeszedł do Bukowyny Czerniowce. Latem 2012 został zaproszony do Metałurha Donieck. 15 lutego 2013 został wypożyczony na pół roku do Arsenału Kijów. Na początku 2014 zasilił skład klubu Obołoń-Browar Kijów. 18 marca 2015 podpisał kontrakt z Nywą Tarnopol. W końcu czerwca 2015 zgodził się na propozycję maltańskiego Valletta FC, ale przez odmowę otrzymania wizy do pracy był zmuszony 23 lipca wrócić do Bukowyny. W 2016 został piłkarzem FK Połtawa. Nie rozegrał żadnego meczu i w 2017 wyjechał za ocean, gdzie podpisał kontrakt z kanadyjskim FC Vorkuta.